# فابيو ريتشي
فابيو ريتشي (بالإيطالية: Fabio Ricci)‏ (و. 1994  م) هو لاعب كرة طائرة، من إيطاليا، ولد في فاينزا، يلعب كليبرو ‏.

## روابط خارجية
- فابيو ريتشي على موقع الاتحاد الأوروبي (الإنجليزية)
- فابيو ريتشي على موقع عالم الكرة الطائرة (الإنجليزية)
- فابيو ريتشي على موقع دوري الدرجة الأولى الإيطالي للكرة الطائرة - رجال (الإيطالية)